# Сент-Уан-де-Безас
Сент-Уа́н-де-Беза́с (фр. Saint-Ouen-des-Besaces) — коммуна во Франции, находится в регионе Нижняя Нормандия. Департамент коммуны — Кальвадос. Входит в состав кантона Ле-Бени-Бокаж. Округ коммуны — Вир.
Код INSEE коммуны — 14636.

## Население
Население коммуны на 2010 год составляло 355 человек.
| 1962 | 1968 | 1975 | 1982 | 1990 | 1999 | 2010 |
| ---- | ---- | ---- | ---- | ---- | ---- | ---- |
| 294  | 278  | 237  | 227  | 235  | 254  | 355  |

## Экономика
В 2010 году среди 206 человек трудоспособного возраста (15—64 лет) 172 были экономически активными, 34 — неактивными (показатель активности — 83,5 %, в 1999 году было 59,9 %). Из 172 активных жителей работали 150 человек (88 мужчин и 62 женщины), безработных было 22 (5 мужчин и 17 женщин). Среди 34 неактивных 9 человек были учениками или студентами, 14 — пенсионерами, 11 были неактивными по другим причинам.